# Antoine Vérard

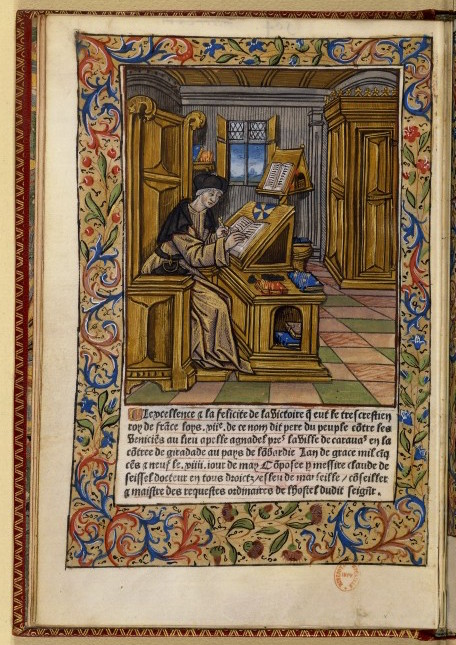
La Victoire du Roy contre les Véniciens di Claudio di Seyssel, (Biblioteca nazionale di Francia)

Antoine Vérard (Tours?, 1450 – Parigi?, 1514) è stato un editore francese.

## Biografia
Librario, editore e giurato dell'Università di Parigi, probabilmente nacque a Tours - dove sicuramente a partire dal 1491 aveva un deposito di libri - e risulta attivo dal 1485 al 1512. Egli ben rappresenta, in Francia, il passaggio editoriale dal manoscritto al libro a stampa, tanto che nella seconda sua veste, cioè come editore a stampa, trasferì alcune prerogative della prima: la decorazione a mano, anche eseguita sopra figure incise e la stampa del libro su pergamena. Aveva dunque, nei primi anni di attività, una sua bottega, in cui si realizzavano copie manoscritte, anche finemente decorate. Si fece più tardi conoscere come specialista nella stampa di libri d'ore, impreziositi da miniature. Aveva l'abitudine di premettere alle sue edizioni a stampa un suo prologo. Fu protetto dai re Carlo VIII di Francia e Luigi XII di Francia, da Carlo di Valois-Angoulême e da sua moglie Luisa di Savoia e anche dal re Enrico VII d'Inghilterra. Offrì a Carlo VIII un esemplare della sua edizione 1493 della Légende dorée di Jacopo da Varazze.

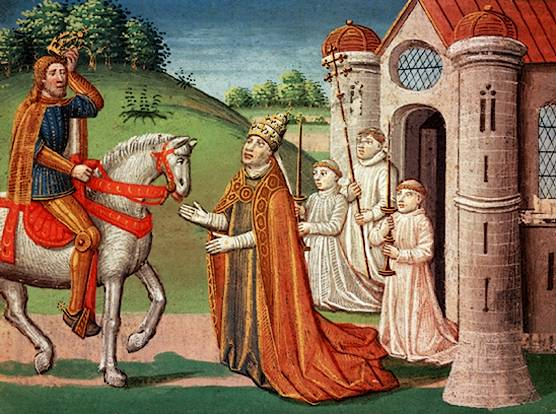
Carlomagno e il papa Adriano I, miniatura di una edizione 1493 di Antoine Vérard

I primi editori a stampa avevano l'abitudine di inserire nel colophon alcune informazioni che li riaguardavano: l'indirizzo, il marchio editoriale, la data di edizione, a volte completa di giorno mese ed anno. Antoine Vérard aveva scelto come marchio due aquile che sostengono un cuore, sul quale sono scritte le lettere capitali AVR. Sappiano dai suoi colophon che la sua bottega era al Palais de la Cité, ma egli abitava non lontano dal Pont de Notre-Dame, sotto l'insegna di San Giovanni Evangelista. Dopo il 1499, in seguito al crollo di questo ponte, si trasferì in rue Saint-Jaques, all'interno del perimetro dell'Università di Parigi, e nel 1503 in rue Neuve-Notre-Dame.
Tra le sue edizioni manoscritte e miniate più preziose: il Decameron (1485), L'art de bein vivre et bien mourir (1492), Lancelot du Lac (1494). Per le edizioni a stampa si servì della collaborazione dell'incisore Gillet Couteau. Altre incisioni che decorano suoi libri furono tratte da disegni, appositamente da lui richiesti ad artisti francesi contemporanei. Il suo catalogo conta circa trecento edizioni.
Suo figlio Barthélemy Vérard nel 1513 rilevò la casa editrice e la sua vedova e i suoi successori, dal 1518 al 1525, continuarono ad usare il suo nome.

## Opere

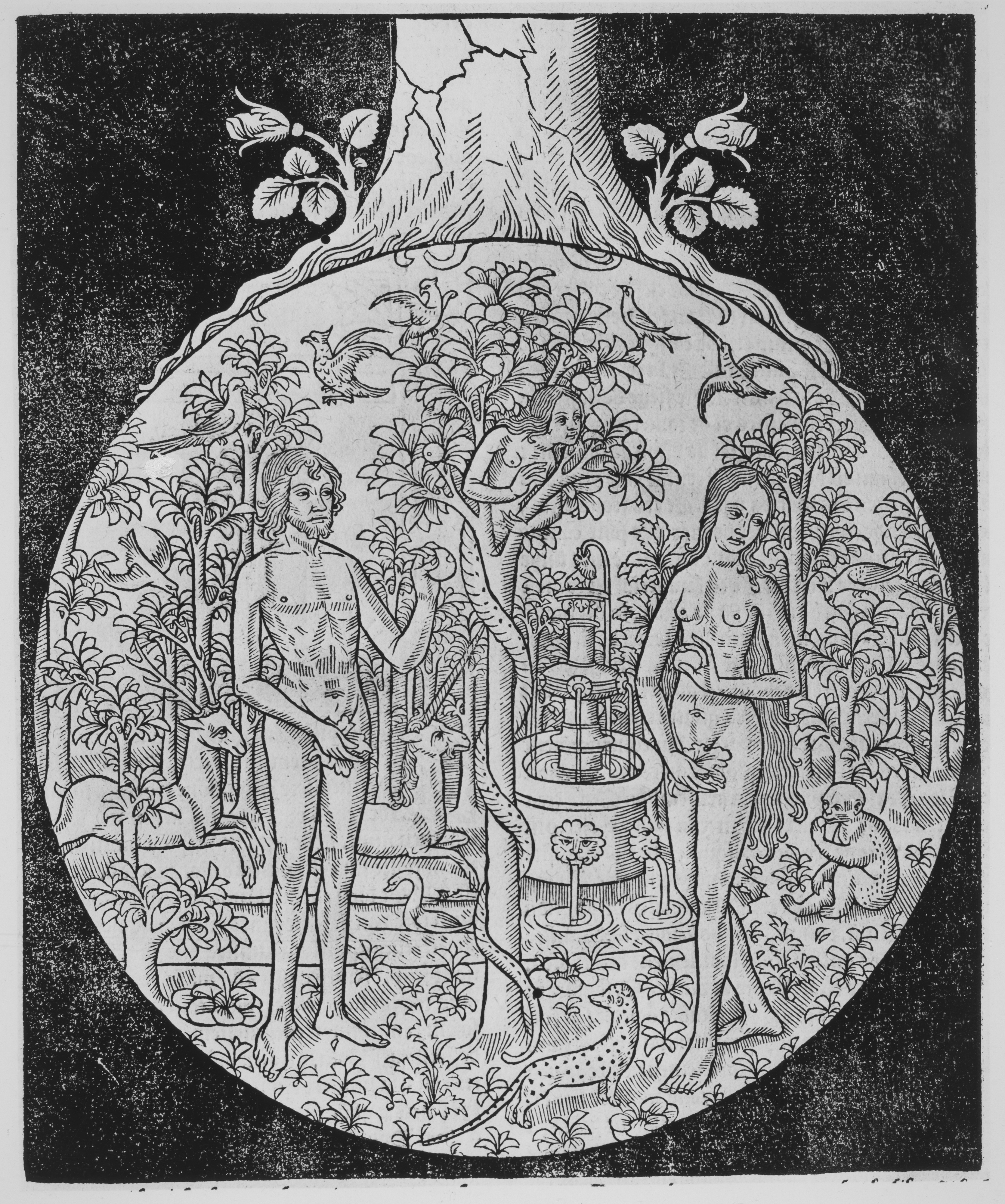
Le Premier Volume de la bible en francoiz historiee et nouvellement imprimee, 1501 circa, editore Antoine Vérard, (Metropolitan Museum)

### Alcune edizioni a stampa originali
- (FR) Gyron le Courtoys: auecques la deuise des armes de tous les chaualiers de la table ronde, Paris, pour Anthoine Verard marchant libraire demourant a Paris pres petit pont deuant la rue neufue nostre Dame a lenseigne Saint Ieuan leuangeliste. ou au palais au premier pilliet deuant la chapelle au len chante la Messe de messeigneurs les prefidens, 1550-1503, SBN TO0E075715.
- (FR) François Villon, Le Jardin de Plaisance et Fleur de de rethoricque, Paris, Antoine Vérard, 1501. Contiene le ballate del Testament e sei poesie sparse.
- (FR) Merlino, Les prophecies de Merlin, Paris, pour Anthoine Verart demourant deuant nostre dame de Paris a lymage saint Jehan leuangeliste, ou au palays au premier pillier deuant la chappelle ou lenchante la messe de messeigneurs de parlement, post luglio 1503, SBN TO0E079960.
- (FR) Beufues danthonne nouuellement imprime a Paris, Paris, pour anthoine Verard marchant libraire demourant a Paris en la rue sainct iaques pres petit pont a lenseigne saint iehan leuangeliste ou au palais au premier pilier deuant la chapelle ou len chante la messe de messigneurs les prefidens, 1500-1503, SBN TO0E076249. Opera attribuita a Bertrand de Bar sur Aube.
- (LA) Benedictio dei patris cum angelis suis sit super me amen. Benedictio iesu Christi cum angelis suis sit super me amen, Anthoine Verard, 20 aprile 1503, SBN VEAE127320. Nota:Les presentes heures a lusage de Romme furent acheuees le XX iours dauril. Lan mil cinq cents et trois.
- (FR) Gaius Iulius Caesar, Les commentaires, Paris, par Anthoine verard libraire demourant au pres de petit pont a lymaige sainct Iohan leuangeliste, ou au palais au premier pillier de la grant salle pres la chappelle ou on chante la messe de messeigneurs les presidens, 1499-luglio 1503, SBN VEAE142863. Nota: faicte & mise en francoys et presentee au roy Charles huitiesme de france par frere Robert gaguin.
- (FR) La Mer des histoires, Paris, par Anthoine Verard demourant a lymaige Saint Iehan levangeliste devant la rue desue Notre Dame ou au Palais au premier pillier deuant la chapelle ou leu chante la messe de messigneurs les presidens, 1503, SBN TO0E077936.
- (FR) Gaston 3º conte di Foix, Phebus des deduiz de la chasse des bestes sauuaiges et des oyseaux de proye, Paris, pour Anthoine Verard libraire, 1507.
- (LA) Benedictio dei patris cum angelis suis sit super me amen, Parigi, Verard, Antoine, 1508, SBN PARE053898.[3]
- (LA) Guillaume Pepin, Opus admodum insigne de aduentu domini de secretis secretorum nuncupatur, Parigi, venale habetur ab Anthonio verad bibliopola, moram gerentis in vico nouo e regione ecclesie nostre domine sub intersignio diui Johannis euangeliste impressum... in alma vniuersitate Parrhisiensi e regione Collegii Italorum: per... Thomam Kees vvesaliensem eiusdem vniuersitatis impressorem diligentissimum, 1511, SBN BVEE019251.
- (LA) Guillaume Pepin, Speculum aurem super septem psalmos penitentiales nouiter editum a reuerendo patre fratre Guillermo Pepin sacre theologie professore, Parigi, priuilegio pro Anthonio Verard moram gerente in vico nouo e regione nostre domine in intersigno diui Iohannis euangeliste (Impressi sumptib honesti viri Anthonij verardbibliopole almeuniuersitatis Parisiensis, idi di giugno 1512, SBN TO0E042270.
- (LA) Nicolaus de Querqueto, Liber auctoritatum (cum explanatione dictionum in eisdem contentarum) recenter compilatus, Parigi, impressus sumptibus Anthonii Verard bibliopole alme vniuersitatis Parisiensem, 24 luglio 1512, SBN SIPE012598.

### Edizioni in fac-simile
- (FR) Le Jardin de Plaisance ey fleur de rethorique, New York, Johnson reprint, 1968, SBN PUV0831478. Fac-simile della edizione di Antoine Vérard, circa 1501.